# Burnout: Dignitary Security Team
Burnout : Dignitary Security Team (グラドルアクションバトル　バーンアウト～特殊要人警護チーム～) es una película japonesa, del 14 de agosto de 2009, producida por Zen Pictures. Es una película del género tokusatsu, de acción y aventuras, con artes marciales, dirigido por Eiji Kamikura.
El idioma es en japonés, pero también está disponible con subtítulos en inglés, en DVD o descargable por internet.

## Argumento
La historia se sitúa en otro mundo con ligeras diferencias del nuestro. Los humanos han dividido el planeta en dos partes: el Este y el Oeste. Ambos han llevado sus propios ideales y desarrollado sus propios estilos de paz, mientras se roban entre las dos partes.
Frente al terrorismo del Este, el Oeste forma un equipo especial de importantes guardias. Entre ellos el equipo de Garuda es la unidad más especializada, y sus miembros Rio, May y Jin, reciben órdenes para combatir contra los robots del Este, del Dr. Amari, que son ciborgs terroristas de metal.

## Saga sobre Burnout
- Burnout: Dignitary Security Team (14/8/2009)

- Burnout W - 1 (26/3/2010)

- Burnout W - 2 (9/4/2010)